# Елі Матесон
Елі Матесон (англ. Eli Matheson, 12 липня 1983) — австралійський хокеїст на траві.
Бронзовий призер Олімпійських Ігор 2008 року.
Переможець Трофею чемпіонів 2008 року.